# Псыж (река)
Псыж (на некоторых старых картах Псиф, Лачерная) — река в России, протекает по Крымскому району Краснодарского края. Начинается около горы Купцева на хребте Свинцовые горы. Устье — река Вторая (Шидс), в районе хутора Армянский. Длина реки — 17 км.

## Описание
Река прорезает глины и суглинки неберджаевской толщи верхнего плиоцена — эоплейстоцена, с включениями слабоокатанных гравийников и галечников, содержащих отдельные валуны. Протекает через урочище Нелин Бугор, хутор Гапоновский. Река дала свою паводковую волну во время наводнения в Крымске.

## Топографические карты
- Лист карты K-37-5-Г.